# Life Wasted
Life Wasted è un singolo dei Pearl Jam e prima traccia del loro ottavo album.

## Il brano
La band suonò la canzone al David Letterman Show nel maggio 2006 per supportare l'album. La canzone raggiunse la decima posizione della Billboard Modern Rock Tracks chart.
Sull'album, è presente una versione breve e lenta di Life Wasted chiamata "Wasted Reprise".
Il riff principale di chitarra si basa su un altro, ossia quello della canzone dei Ramones Rockaway Beach.
Il 28 agosto 2006 fu pubblicato nel Regno Unito una edizione del singolo in vinile. La b-side è "Come Back" (live), registrata il 27 giugno 2006 a Saint Paul, Minnesota. Il singolo è anche disponibile come download digitale su iTunes Store.
Una performance dal vivo di Life Wasted è disponibile sul box-set Live at the Gorge 05/06.
Life Wasted è contenuta su Guitar Hero II per la Xbox 360.

## Significato del testo
Il testo della canzone secondo resoconti fu scritto dopo il funerale di Johnny Ramone e i sentimenti che uno prova mentre guida per tornare a casa dopo una cerimonia funebre. In un'intervista a Rolling Stone Eddie Vedder dichiarò:

## Video musicale
Il video della canzone fu pubblicato il 19 maggio 2006 e fu pubblicato su Google Video su licenza Creative Commons permettendone la copia, la distribuzione e la condivisione. Questa fu la prima volta che un video prodotto da una major fu pubblicato sotto questa licenza.
Il video fu filmato in 10 mesi in posti come la Romania, Seattle e George. Il video, che emula i versi della canzone, fu diretto da Fernando Apodaca senza l'aiuto degli effetti speciali digitali e fu nominato agli MTV Video Music Award del 2006 nella categoria Best Special Effects. Questo, dopo "Do the Evolution" è il primo concept video della band.

## Tracce
- 7" Vinyl Single (Europa)
  1. "Life Wasted" (Stone Gossard, Eddie Vedder) – 3:54
  2. "Come Back" (live) (Mike McCready, Vedder) – 5:18
    - Registrata dal vivo a Saint Paul, Minnesota il 27 giugno 2006.
- Download Digitale (Regno Unito)
  1. "Life Wasted" (Gossard, Vedder) – 3:54
  2. "Come Back" (live) (McCready, Vedder) – 5:18
    - Registrata dal vivo a Saint Paul, Minnesota il 27 giugno 2006.